# Кам'янка (місто, Росія)
Кам'янка (рос. Каменка) — місто, адміністративний центр Кам'янського району Пензенської області Росії.
Утворює муніципальне утворення місто Кам'янка зі статусом міського поселення як єдиний населений пункт в його складі.
Залізнична станція Белінська Куйбишевської залізниці на лінії Пенза — Москва.

## Географія
Місто розташоване на західній околиці Приволзької височини, на річці Атміс, за 75 км від Пензи. Біля міста проходить автодорога Пенза — Тамбов.

## Історія

Автовокзал

Кам'янка заснована на початку XVIII століття в районі стародавнього кам'яного броду через річку Атміс на шляху з Пензи в Нижній Ломов і Тамбов, а ще раніше, мабуть, з золотоординського м. Укек (нині в Саратові) в м. Мохші (Наровчат). Через брід населений пункт і отримав свою назву.
18 квітня 1951 року селище Кам'янка стає містом.

## Економіка

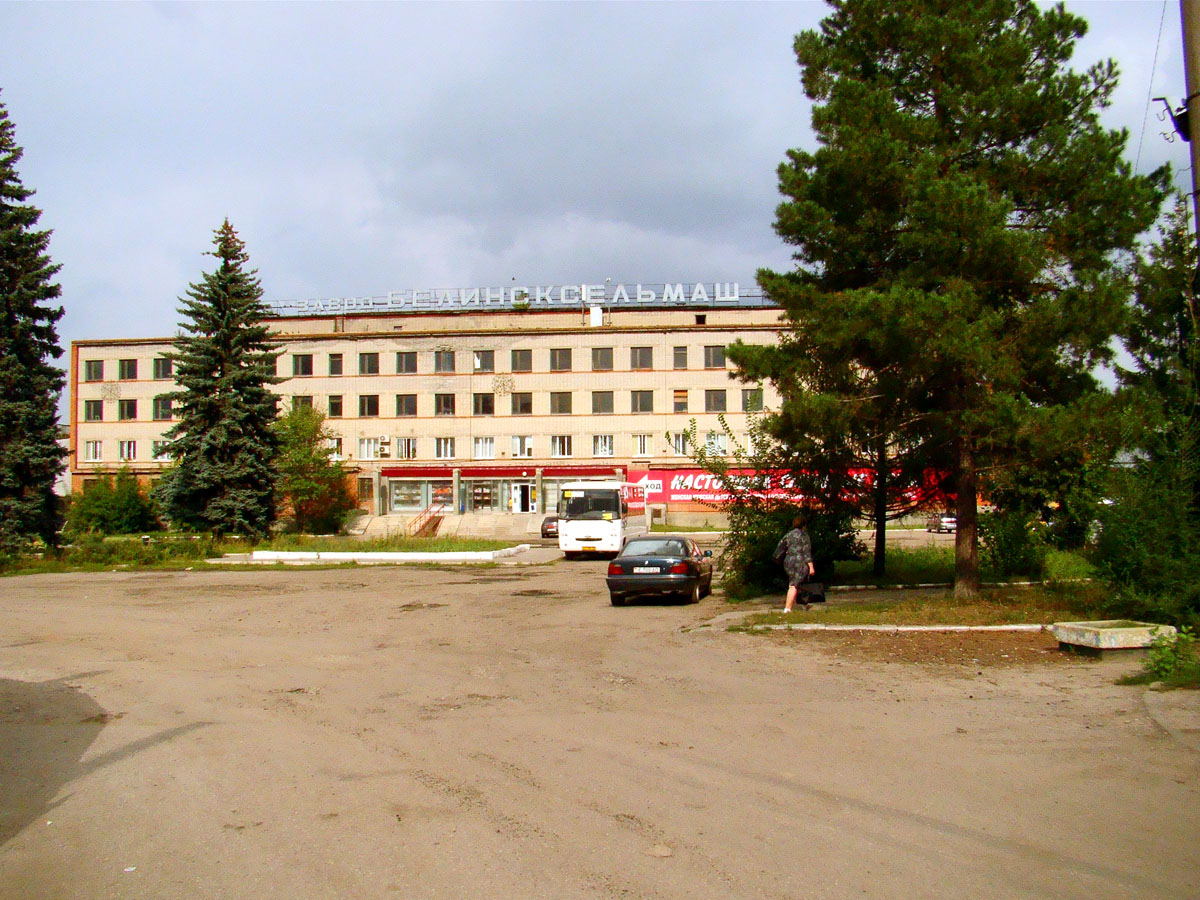
Адміністративна будівля "«Белінськсільмаш»

1 січня 1995 найбільші підприємства:
- АТ «Белінськсільмаш» (понад 3 тис. працюючих) — сівалки, культиватори, картоплесаджалки, борони та ін
- Цукровий завод ВАТ «Атміс-цукор» (779 чол.);
- Цегляний завод (125 чол.);
- Елеватор (282 чол.);
- Завод «Буддеталь № 5» (395 чол.) — залізобетонні та столярні вироби.
- Маслозавод, хлібозавод, товариство «Харчовик» (кондитерські вироби, овочеві консерви), пивзавод, крупозавод та ін.
- Фірма «Союз» — ремонт автомашин усіх марок;
- АТ «Камагросервіс» — обслуговування сільськогосподарських машин і тваринницьких ферм.
- 3 пересувні мехколони «Агропромспецстрой»,
- 2 — «Пензводмеліорація».